# Robert Grosseteste
Robert Grosseteste, angleški začetnik eksperimentalne znanosti, sholastični filozof in škof, * okoli 1175, Stowe, Suffolk, Anglija, † 9. oktober 1253, verjetno Lincoln, Lincolnshire, Anglija.
V komentarjih k Aristotelu je presegel samo avtoriteto Aristotela in se zanašal na lastna opažanja ter matematično metodo arabskih znanstvenikov, najbolj Ibn Sine. Med prvimi je uporabil matematiko za razumevanje gibanja svetlobe s pomočjo črt, kotov in likov, ki pa še vsebuje veliko prežitkov novoplatonizma značilnega za avicenizem (metafizika luči), medtem ko epistemološko ostaja zavezan avguštinizmu. Kljub temu je zagovarjal nujnost induktivne metode pri raziskovanju, proučevanje optičnih pojavov s pomočjo geometrije in zasnoval uporabo eksperimentalne metode.